# TEENBEAT BOX
『TEENBEAT BOX』（ティーンビート・ボックス）は、日本のシンガーソングライターである尾崎豊のCD-BOX。
1995年4月25日にソニー・ミュージックレコーズよりリリースされた。尾崎豊が10代のうちに作り上げた初期作品3枚と、未CD化音源などを収録したRARE TRACKSの全4枚組。3回目の命日にあわせて完全限定生産品としてリリースされた。また十三回忌に合わせ、2004年10月27日に『TEENBEAT BOX 13th MEMORIAL VERSION』としてSACD Hybrid仕様にて再リリースされているが、4枚目はRARE TRACKSではなく特典DVDとなっている。
本作はオリコンアルバムチャートにおいて最高位第5位の登場週数6回で、売り上げ枚数は12.0万枚となった。この売り上げ枚数は尾崎のアルバム売上ランキングにおいて第14位となっている。『TEENBEAT BOX 13th MEMORIAL VERSION』は同チャートにて最高位第93位の登場週数1回で売り上げ枚数は0.2万枚となった。

## 収録アルバム

### DISC I：十七歳の地図 (SEVENTEEN'S MAP)
1983年12月1日リリース。詳細は十七歳の地図の項を参照。

### DISC II：回帰線 (TROPIC OF GRADUATION)
1985年3月21日リリース。詳細は回帰線の項を参照。

### DISC III：壊れた扉から (THROUGH THE BROKEN DOOR)
1985年11月28日リリース。詳細は壊れた扉からの項を参照。

### DISC IV：RARE TRACKS
※『TEENBEAT BOX 13th MEMORIAL VERSION』では特典DVD『BACKSTAGE AT NIPPON SEINENKAN ON JANUARY 12TH IN 1985』になっている。

#### 収録曲
| 全作詞・作曲: 尾崎豊。 | |              |              |                                |      |
| #                      | タイトル | 作詞         | 作曲・編曲   | 編曲                           | 時間 |
| 1.                     | 「十七歳の地図 (Single Version)」(SEVENTEEN'S MAP (SINGLE VERSION))                                             | 尾崎豊 [ 4 ] | 尾崎豊 [ 4 ] | 西本明                         | 5:00 |
| 2.                     | 「Scrambling Rock'n'Roll (12inch Version)」                                                                     | 尾崎豊 [ 4 ] | 尾崎豊 [ 4 ] | 西本明                         | 5:36 |
| 3.                     | 「Driving All Night ('85.8.25大阪球場Live)」(DRIVING ALL NIGHT (OSAKA BASEBALL STADIUM ON AUGUST 25TH, 1985))   | 尾崎豊 [ 4 ] | 尾崎豊 [ 4 ] | Yutaka Ozaki & Heart Of Klaxon | 6:03 |
| 4.                     | 「Seventeen's Map'85 ('85.8.25大阪球場Live)」(SEVENTEEN'S MAP'85 (OSAKA BASEBALL STADIUM ON AUGUST 25TH, 1985)) | 尾崎豊 [ 4 ] | 尾崎豊 [ 4 ] | Yutaka Ozaki & Heart Of Klaxon | 4:42 |
| 合計時間:              | 合計時間: | 合計時間:    | 21:21        |                                |      |

## スタッフ・クレジット
付属ブックレットに記載されたクレジットを参照。
- 須藤晃 - プロデュース、イングリッシュ・ワード、エッセイ執筆
- 田島照久 - アート・ディレクション、ブック・デザイン、写真提供、エッセイ執筆
- ヒロ伊藤 - 写真提供
- マイケル・ハルスバンド（英語版） - 写真提供
- S.Nagatoshi - 写真提供
- あべしょうこ (Thesedays) - ブック・デザイン
- 落合昇平 - エッセイ執筆
- 藤沢映子 - エッセイ執筆
- Thesedays - エディショナル・プロダクション・マネージメント
- アイソトープ - スペシャル・サンクス
- マザーエンタープライズ - スペシャル・サンクス

## リリース日一覧
| No. | リリース日     | レーベル                     | 規格        | カタログ番号  | 最高順位 | 備考                                                   | 出典        |
| --- | -------------- | ---------------------------- | ----------- | ------------- | -------- | ------------------------------------------------------ | ----------- |
| 1   | 1995年4月25日  | ソニー・ミュージックレコーズ | CD          | SRCL-3204～7  | 5位      | 完全生産限定盤                                         | [ 5 ] [ 6 ] |
| 2   | 2004年10月27日 | ソニー・ミュージックレコーズ | SACD Hybrid | SRCL-10011～4 | 93位     | 『TEENBEAT BOX 13th MEMORIAL VERSION』、完全生産限定盤 | [ 7 ] [ 8 ] |